# Jerzy Bogdan Plewa

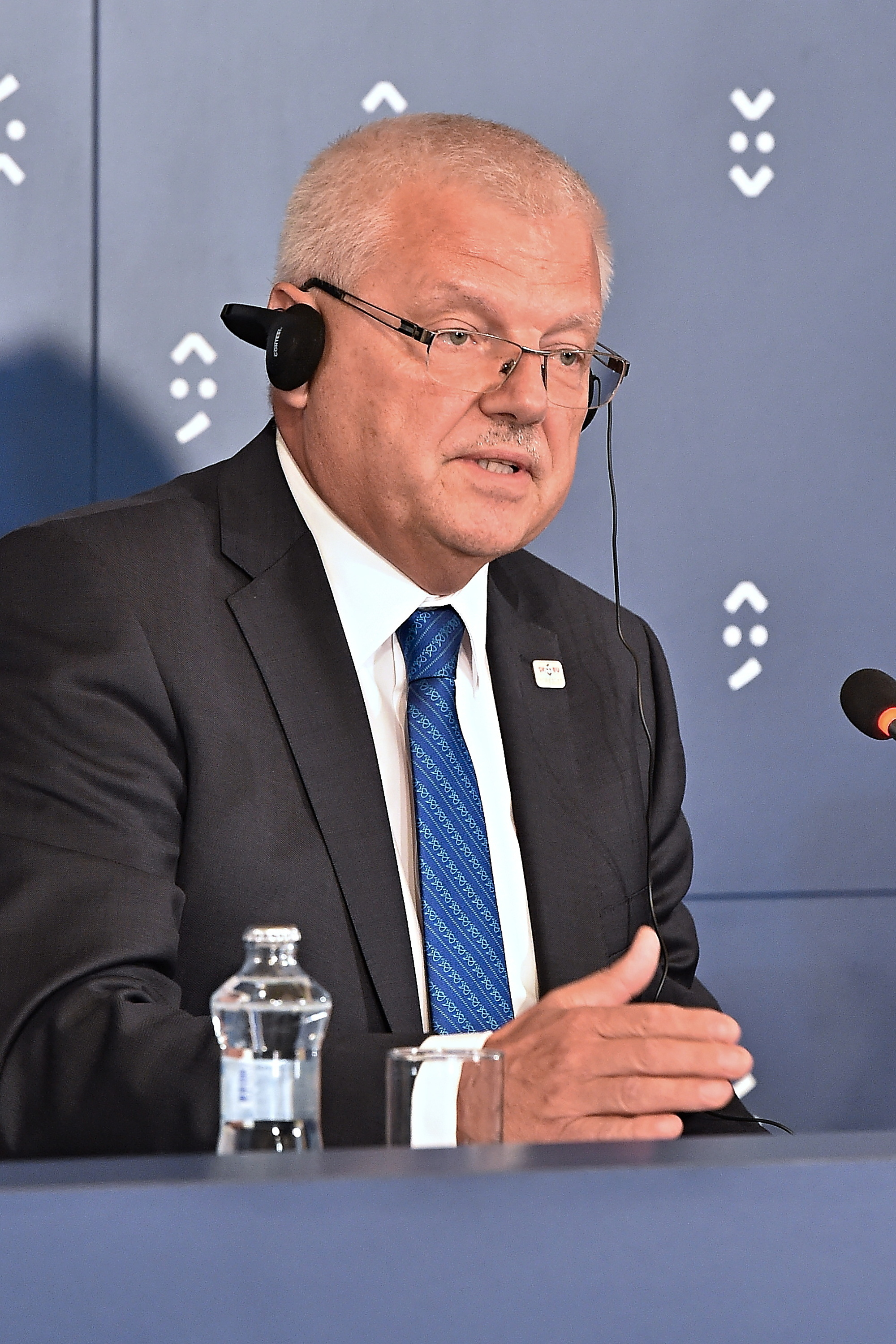
Jerzy Bogdan Plewa (2016)

Jerzy Bogdan Plewa (geboren 27. August 1954 in Kraśnik) ist ein polnischer EU-Beamter und Leiter der Generaldirektion Landwirtschaft und ländliche Entwicklung der Europäischen Kommission. Er wurde am 16. April 2013 zum Generaldirektor ernannt, nachdem er bereits seit 2006 als stellvertretender Generaldirektor zunächst für den Bereich internationale Beziehungen, seit Jahresbeginn 2012 für die Bereiche ländliche Entwicklung und Nachhaltigkeitspolitik zuständig gewesen war.
Plewa ist promovierter Energietechniker. Er studierte von 1973 bis 1978 an der Fakultät für Energie- und Luftfahrttechnik der Technischen Universität Warschau und promovierte 1982 über die mathematische Modellierung und Computersimulation komplexer Systeme. Von 1983 bis 1996 war er außerplanmäßiger Professor an der Landwirtschaftlichen Hochschule Warschau (SGGW), wo er sich auf Ernährungspolitik spezialisierte. Von 1995 bis 2004 war er in verschiedenen leitenden Positionen, zuletzt als Unterstaatssekretär, im polnischen Ministerium für Landwirtschaft und ländliche Entwicklung, danach bis zu seinem Gang nach Brüssel Mitglied im Aufsichtsrat der polnischen Bank für Ernährungswirtschaft (BGŻ), erneut an der SGGW und in Beratungsfunktion für die polnische Nationalbank tätig.
Zwischen 1998 und 2003 war Plewa vom Ministerpräsidenten persönlich benanntes Mitglied der polnischen Verhandlungsdelegation für den EU-Beitritt Polens, und innerhalb derer Chefunterhändler für Fragen der Landwirtschaft. Im November 2004 wurde ihm zur Würdigung seiner gesellschaftlichen Verdienste das Offizierskreuz des Ordens Polonia Restituta verliehen.